# Liste der Landespräsidenten und Landeshauptleute von Salzburg

Landeswappen

Die Liste der Kanzler, Kreishauptmänner, Landespräsidenten und Landeshauptleute gibt einen Überblick über die obersten Politiker und Beamten des Landes Salzburg.
Landesherren waren in dieser Zeit  die amtierenden Fürsterzbischöfe von Salzburg, danach Ferdinand, Herzog und Kurfürst von Salzburg, der regierende Herzog von Salzburg (gleichzeitig Kaiser von Österreich), 1809–1810 Napoléon, Kaiser der Franzosen, sowie 1806–1815 Maximilian I. Joseph, König von Bayern, welcher sich selbst die Würde des Herzogs und Fürsten von Salzburg zugeeignet hatte.
Seit 1920 ist das formale Staatsoberhaupt der amtierende österreichische Bundespräsident.

## Hofräte und Hofkanzler des Salzburger Bistums (bis 1803)

### Räte und Hofkanzler des Erzbistums Salzburg (bis 1648)
Die mittelalterlichen Ämter Kämmerer, Marschall, Schenk und Truchseß waren an die Herzöge von Bayern (Kämmerer), Steiermark (Marschall), Österreich (Schenk) und Kärnten (Truchseß) vergeben, die ihrerseits Ministerialen damit als Erbamt beliehen. Sie sind in der Hofratsordnung 1524 noch angeführt.
Der Leiter der Hofkanzlei trug bis zur Mitte des 14. Jahrhunderts nur den Titel Protonotar oder Oberster Schreiber, der Titel Kanzler ist erstmals 1354 bezeugt.
Im Spätmittelalter übten meist die Bischöfe am Chiemsee (als Weihbischof in Salzburg) das Amt der Hofkanzlers aus.
Bekannt ist ab dem 15. Jahrhundert die Verbindung mit dem Amt des Lehenspropstes (Vorstand des Lehenhofs)
In der Hofkanzleiordnung von 1561 sind Amt des Hofkanzlers und des Hofdirektors als Leiter der Hofkanzlei verbunden.
1588 richtete Wolf Dietrich das Amt des Hofkammerpräsidenten ein.
1592 wird die Hofkanzleiordnung auf die Leitung durch den Hofrat angepasst
und eine Geheime Kanzlei für Staats- und Kabinettsgeschäfte, Reichs- und Kreisangelegenheiten geschaffen.
(folgende Liste ist lückenhaft)
- Friedrich Gren
Amtszeit: um 1438[5]
- Bernhard von Kraiburg [Kreyburg] (* 1412 in Kraiburg am Inn; † 1477 in Herrenchiemsee)
Amtszeit: 1463–1467[4]
Kanzler.[5] danach Bischof von Chiemsee
- Georg Altdorfer (* 1437 in Landshut; † 1495 in Salzburg)
Amtszeit: um 1488[4]
als Bischof von Chiemsee
- Wolfgang Pachhaimer [Pachaimer]
Amtszeit: 1508 – um 1511[4]
Protonotar. Erster Laie als Kanzler[3]
- Hieronymus von Baldung (? † 1539 in Tirol)
Amtszeit: 1524–1526
? nachher Kanzler von Tirol
- Hieronymus Anfang
Amtszeit: unter Erzbischof Ernst von Bayern (1540–1554)
- Sebastian Höflinger [auch: Sigmund][5] (* 1533, † 28. November 1584)[9]
Amtszeit: 1556?–1573[4] unter den Erzbischöfen Ernst, Michael von Kuenburg (1554–1560) und Jakob von Kuen-Belasy (1560–1586)[5]
beiderlei Rechte Dr.; Rat[5]
- Simon Paurs
Amtszeit: ab 1580[4][5]
beiderlei Rechte Dr., Protonotar, Lehenprobst, Rat und Kanzler
- Balthasar Höfinger
beiderlei Rechte Dr. und Rat[5]
- Johann Gyster
Amtszeit: unter Erzbischof Wolf Dietrich (1587–1612)[5]
beiderlei Rechte Dr. und Rat[5]
- Kaspar Gröpper
geheimer Rat und Kanzler[5]
- Georg Khiell
Amtszeit: ab 1609
Rat, Vicekanzler und Lehenpropst[5]
- Johann Grueber
Vicekanzler[5]
- Bartlmä Thurner
ab 1613[5]
beiderlei Rechte Licentiat und Hofrat[5]
- Stephan Feyertag
beiderlei Rechte Dr. und Rat[5]

### Räte und Hofkanzler des Erzstifts Salzburg (1648 bis 1803)
- 15. Mai – 24. Oktober 1648: Westfälischer Friede, das Erzbistum wird als souveränes Land im Range eines Fürstentums anerkannt

- Volpert [von] Motzel [Motzl] (* 12. Dezember 1604 Arberg [heute Bayern], † 27. Jänner 1662 Salzburg)[10]
Amtszeit: 1649/51–1662[4][5]
Geheimer Rat und Kanzler[5]
- Franz Volpert [I.] Camerlohr von Weiching († 13. Oktober 1675 in Mülln)[11]
Amtszeit: 1662–1675[4]
Geheimer Rat, Hofkanzler und Lehenprobst[5]
- Johann Theodor Sprenger
Amtszeit: 1675–1681[4]
Geheimer Rat und Kanzler[5]
- Balthasar Staudacher von Wispach († 18. April 1684 auf Schloss Wiespach, Oberalm?)[12]
Amtszeit: 1681–1684?
Geheimer Rat und Kanzler[5]
- Johann Jakob Lebel Freiherr von Löwenheim[b] (* ca. 1645, † 14. Jänner 1703)[13]
Amtszeit: 1684/7?–1703[4] (?1698)[5]
Geheimer Rat, dann Hofkanzler[5]
- Sebastian Zillner [Freiherr] von Zillerberg
Amtszeit: 1703–?
Geheimer Rat, Hofkanzler und Lehenprobst[5]
- Franz Andre de Alberti
Amtszeit: unter Erzbischof Franz Anton von Harrach (1709–1727)[5]
Geheimer Rat, Hofkanzler und Lehenprobst[5]
- Johann Franz (III.) Freiherr von Gentilot[ti] zu Engelsbrunn (* 16. Jh., † nach 1751 in Trient)[14]
Amtszeit: 1715/6–1728/9[4][5]
Geheimer Rat und Hofkanzler[5]
- Heinrich Fichtl
Amtszeit: 1718–1731
Geheimer Rat und Hofkanzler[5]
- Hieronymus Nikolaus Anton Cristani Freiherr von Rall[/de Rallo] (* 1692/93 im Trient [Rallo/Tassullo], † 28. Juni 1751)
Amtszeit: 1731–1751
Geheimer Rat und Hofkanzler[5]
- Franz Joseph Ayblinger
1751–1752
Geheimer Sekretär und Hofrat[5]
- Franz Felix Anton Edler von Mölk (* 1714, † 20. Jänner 1776)
Amtszeit: 1752–1774
Geheimer Rat und Hofkanzler[5]
- Franz Anton Ignaz Freiherr von Kürsinger (* 21. November 1727 in Heggbach [bei Biberach in Württemberg], † 15. September 1799 Salzburg)[15]
Amtszeit: 1774–1796
Geheimer Rat und Hofkanzler[5]
- Johann Franz Thaddä von Kleimayrn (* 25. September 1733 in Zell am Ziller, † 5. März 1805 Salzburg)[16]
Amtszeit: 1796–1799
Geheimer Rat und Hofratsdirektor ad interim[5]
- Johann Heinrich Reichsfreiherr von Bleul (* 1765 Koblenz, † 21. September 1807 Salzburg)[17]
Amtszeit: ab 1799
als Bischof von Chiemsee, Geheimer Rat, Hofkanzler und Lehenpropst[5] Leiter der Geheimen Hofkanzlei (1799 installiert), blieb auch nach Beendigung des Erzstifts im Amt

- 10. Dezember 1800: Erzbischof Colloredo flieht im zweiten Koalitionskrieg vor den Franzosen nach Wien (3. Dezember 1800 Schlacht bei Hohenlinden), Amtsausübung aus dem Exil

## Regierung des Kurfürstentums Salzburg (1803 bis 1806)
- 9. Februar 1801: Frieden von Lunéville. Ferdinand III. erhält als Entschädigung für das verloren gegangene Großherzogtum Toskana die geistlichen Fürstentümer Salzburg, Berchtesgaden, Eichstätt und Passau zugesprochen
- 11. Februar 1803: Abdankungsurkunde Colloredos, Besitzergreifungspatent Ferdinands als Kurfürst
- 25. Februar 1803 Reichsdeputationshauptschluss (kaiserliche Ratifikation 27. April 1803): Säkularisation des Bistums wird rechtswirksam, Installierung des Kurfürstentums Salzburg

| Kommissär/Staatsminister 1. Heinrich Freiherr von Krumpipen (* 1738, † 1811 Stuttgart) Amtszeit: 1803 – 10. Oktober 1803 Hofkommissär für die Besitzergreifung 2. Marchese Federigo Manfredini (* 1743; † 1829) Amtszeit: 1803 – Februar 1806 Dirigierender Staatsminister, blieb auch während der Besatzung im Amt | Hofkanzler - Johann Heinrich Reichsfreiherr von Bleul Amtszeit: bis 1806 Bischof von Chiemsee, wurde aus der Regierung des Fürstbistums übernommen |

### Militärgouverneure der 1. Französischen Besatzung (1805)
- 30. Oktober 1805: Franzosen besetzen im Dritten Koalitionskrieg Salzburg

1. Jean-Baptiste Bernadotte (* 1763 in Pau, Frankreich; † 1844 in Stockholm als Karl XIV. Johann von Schweden/Karl III. Johann von Norwegen)
Amtszeit: 30. Oktober 1805 – 9. November 1805
Französischer Marschall
2. Franz Graf von Minuzzi
Amtszeit: 9. November 1805 – 6. Dezember 1805
Bayerischer General-Major
3. Michel Ney (* 1769 in Saarlouis; † 1815 in Paris)
Amtszeit: 6. Dezember 1805–1806
Französischer Marschall

## Landesleitung des Herzogtums Salzburg (1806 bis 1816)

### K.k. Kommissäre und Landespräsidenten des Herzogtums Salzburg (1806 bis 1809)
- 26. Dezember 1805: Pressburger Frieden, ratifiziert 6. Jänner 1806: Salzburg und Berchtesgaden, nicht aber Passau und Eichstätt kommen an das Kaisertum Österreich

1. Ferdinand Graf von Bissingen und Nippenburg (* 1749 in Wilten, Tirol; † 1831 ebenda)
Amtszeit: Februar 1806 – Juli 1807
Außerordentlicher Kommissär
2. Christian Graf von Aicholt (* 1754; † 1838)
Amtszeit: 3. Juli 1807 – April 1809
trug die Amtsbezeichnung einstweiliger Präsidiumsverweser der Salzburger Landesregierung (erster Rang unter den vier Regierungsräten der fünfköpfigen Landesregierung, in der die Stelle des Präsidenten unbesetzt war)[20]

### Gouverneure und Regierungspräsidenten des französischen Landes Salzburg (1809 / 1810)
- 6. April 1809: Kriegserklärung im Vierten Koalitionskrieg
- 29. April 1809: Französische Armee besetzt die Stadt Salzburg
- 14. Oktober 1809: Frieden von Schönbrunn, Herzogtum Salzburg (samt dem Berchtesgadener Land) an Napoléon als Land Salzburg (französisch Pays de Salzbourg)

| Militärgouverneure 1. Georges Baron Kister (* 1755 Saargemünd [Sarreguemines], Lothringen, † 1832 Saint-Avold, Lothringen) Amtszeit: 1809 – 15. April 1810 2. Pierre-Paul Fourn (* 1776 in Limoux; † ?) Amtszeit: Apr 1810 – 18 Aug 1810 Kommandant in Ried | Intendanten 1. Jules Jean-Baptiste Baron Anglès (* 1778; † 1828) Amtszeit: 10. Mai 1809 – 6. August 1809 2. Camille Périer (* 1781; † 1844) Amtszeit: August 1809 – Jänner 1810 3. Pierre-Paul Fourn Amtszeit: Januar 1810 – 30. Mai 1810 danach Gouverneur 4. Menzeau Amtszeit: 30. Mai 1810 – Juni 1810 5. Chevalier Thomas Amtszeit: 14. Juni 1810 – 26. September 1810 | Präsidenten 1. Josef Felner (* 1769 St. Veit im Pongau, † 1850 Wien?) Amtszeit: April 1809 – Mai 1809 provisorischer Präsident der Salzburger Landesregierung 1. Sigmund Christoph Graf von Zeil und Trauchburg (* 1754 in München; † 1814 in Salzburg) Amtszeit: Mai 1809 – 10. Oktober 1810 Präsident der General-Landesadministration (französisch administration générale du pays de Salzbourg); Fürstbischof vom Chiemsee, auch geistlicher Generalvikar |

### Königl. bayr. Verwaltung des Salzachkreises (1810 bis 1816)
- 28. Februar 1810: Pariser Vertrag: Gebietstausch Napoléons mit dem Königreich Bayern, Land Salzburg an Bayern (Besitzergreifung wirksam Ende September 1810)

Generalgouverneur für die neu für Bayern gewonnenen Gebiete (Inn-, Salzachkreis) war Ludwig von Bayern, nachmalig König Ludwig I.
| Generalkreiskommissär 1. Carl Graf von Preysing (* 1767 München, † 1827 Schloss Brannenburg) 30. September 1810 – 1. Mai 1816 vorher Hofkommissär für die Vorbereitung der Amtsübernahme | Regierungsdirektor (Kanzleidirektor) 1. Arnold Friedrich von Mieg (* 1778 in Heidelberg, † 1842 Frankfurt/Main) 30. September 1810 – 1. Mai 1816 |

## K.k. Kreishauptmänner des Salzburgkreises (1816 bis 1849)
- 3. Juni 1814: Pariser Vertrag (Separatvertrag mit Bayern über die Rückgabe Salzburgs östl. und westl. des Inns ohne Berchtesgaden, und anderen Gebietsausgleich)
- 18. September 1814 – 9. Juni 1815: Wiener Kongress (Neuordnung Europas)
- 14. April 1816: Münchener Staatsvertrag (Staatsvertrag zwischen Bayern und Österreich, Rückgabe ohne Berchtesgaden und Rupertiwinkel)
- 1. Mai 1816: Offizielle Übernahme in Salzburg
- 30. April 1818: Bayer. Königl. Allerh. Abtretungs-Patent für das Innviertel. Hausruckviertel. das Amt Vils und das Fürstenthum Salzburg (Vollzug des Vertrages vom 14. April 1816)

Bernhard Gottlieb Freiherr von Hingenau (1759–1833)
Präsident der Landesregierung von Österreich ob der Enns, als kaiserlicher Hofkommissär für die Übernahme im April 1816
1. Karl Joseph Anton Graf Welsperg von Primör und Raitenau (1779–1873)
Amtszeit: 1. Mai 1816–1825
2. Johann Nepomuk Freiherr von Stiebar (1791–unbek.)[33]
Amtszeit: 1825–1831
3. Albert Graf von Montecuccoli-Laderchi (1802–1852)[34]
Amtszeit: 1831–1838
4. Franz Graf Mercandiu
Amtszeit: 1838
5. Leopold Friedrich Graf Stolberg-Stolberg (1799–1840)
Amtszeit: 1838–1840
6. Gustav Ignaz Graf Chorinsky von Ledske (1806–1873)
Amtszeit: 1840 – Ende 1849

## K.k. Landespräsidenten und Landeshauptmänner desKronlandes Salzburg(1849/50 bis 1918)
Der Landespräsident war als Landeschef der direkte Vertreter des Kaisers und seiner Regierung in Wien und somit der verantwortliche Regierungschef des Landes. In den meisten anderen Kronländern wurde seine Funktion als Statthalter bezeichnet. Nach der Reichsverfassung für das Kaiserthum Österreich (Oktroyierte Märzverfassung), Kaiserliches Patent vom 4. März 1849, ab 1861 nach dem als Bestandteil des Februarpatents erlassenen Grundgesetz über die Reichsvertretung vom 26. Februar 1861 und ab 1867 auch nach der Dezemberverfassung für Cisleithanien wurde der Landespräsident vom Kaiser ernannt und entlassen. Dem Februarpatent war die Landesordnung für das Herzogtum Salzburg vom 26. Februar 1861 beigefügt. Auf Grund der Dezemberverfassung wurde das Gesetz, über die Einrichtung der politischen Verwaltungsbehörden vom 19. Mai 1868 erlassen.
Der vom Kaiser aus der Mitte des Landtages ernannte Landeshauptmann war damals hingegen Vorsitzender des Landtages und seines Exekutivausschusses, genannt Landesausschuss. In diesem Gremium wurde das landeseigene Vermögen verwaltet und es wurden Landesgesetze in jenen wenigen Materien vorbereitet, in denen die Dezemberverfassung den Kronländern freie Hand gelassen hatte.
- 1. Jänner 1850: Kronland Herzogtum Salzburg mit eigener Verwaltung
- 1. Jänner 1860 – April 1860: Nach den militärischen Niederlagen Österreichs 1859 in Italien (Sardinischer Krieg, Solferino) wurde das Kronland Salzburg aus Ersparnisgründen wieder kurz der Statthalterei in Österreich ob der Enns unterstellt.[36]
- 20. Oktober 1860 Statut über die Landesvertretung (mit dem Oktoberdiplom): Errichtung eines Salzburger Landtags, mit dem Landeshauptmann als Vorsitzendem[37]
- 28. Februar 1861: Landesordnung und Landtagswahlordnung (Februarpatent)[38]
- 29. März 1861: Formale Wiedererrichtung selbstständiger Landesbehörden durch kaiserliches Handschreiben
- 8./15. Mai 1861: Errichtung einer eigenen Landesbehörde für das Herzogtum Salzburg[39]

| 1. Friedrich Graf Herberstein (1810–1861) Amtszeit: 1. Mai 1850–1852 2. Karl Prinz Lobkowitz (1814–1879) Amtszeit: 1852–1855 3. Otto Franz Graf Fünfkirchen (1800–1872) Amtszeit: 1855 – Ende 1859 4. (Eduard Freiherr von Bach) (1814–1884) provisorische Mitverwaltung als Statthalter in Österreich ob der Enns: 1. Jänner 1860 – April 1860 5. Ernst Graf Gourcy-Droitaumont (1821–1870) Amtszeit interimistisch: 30. April 1860 – 11. Juli 1861 (führte anfangs den Titel Landeshauptmann, ab 29. März 1861 k.k. Landespräsident) 6. Franz Freiherr von Spiegelfeld (1802–1885) Amtszeit: Juli 1861 – April 1863 7. Eduard Graf Taaffe (1833–1895) Amtszeit: April 1863 – Jänner 1867 8. Karl Coronini-Cronberg (1818–1910) Amtszeit: 8. Jänner 1867 – 22. September 1869 9. Ernst Graf Gourcy-Droitaumont (s. o.) Zweite Amtszeit: 30. September 1869 – 10. Februar 1870 10. Adolf Fürst Auersperg (1821–1885) Amtszeit: 15. März 1870 – 25. November 1871 11. Sigmund Graf von Thun und Hohenstein (1827–1897) Amtszeit: 1872 – 7. September 1897 12. Clemens von Saint-Julien-Wallsee Amtszeit: 1897 – 23. August 1908 13. Levin Graf Schaffgotsch (1854–1913) Amtszeit: 1908 – 1. August 1913 14. Felix von Schmitt-Gasteiger (1865–1932) Amtszeit: 1913–1918 | (Landtags- und Landesausschussvorsitzende) 1. Joseph Ritter von Weiß (1805–1887) Amtszeit: 31. März 1861 – 20. September 1872 2. Hugo Raimund Reichsgraf Lamberg (1833–1884) Amtszeit: 30. September 1872 – 14. Juni 1880 3. Carl Graf Chorinsky (1838–1897) Amtszeit: 17. Juni 1880 – 30. Oktober 1890 4. Albert Schumacher (1844–1913) Amtszeit: 21. September 1890 – 17. Jänner 1897 5. Alois Winkler (1838–1925) Amtszeit: 17. Jänner 1897 – 29. Dezember 1902 6. Albert Schumacher (s. o.) Zweite Amtszeit: 21. Dezember 1902 – 21. Juli 1909 7. Alois Winkler (s. o.) Zweite Amtszeit: ab 21. Juli 1909 blieb auch nach Kriegsende und dem Ende der Monarchie im Amt |

## Landeshauptleute im Bundesland Salzburg (1918/19 bis heute)
Am 30. Oktober 1918 wurde der Staat Deutschösterreich gegründet, der sich im Zusammenhang mit dem Friedensvertrag am 21. Oktober 1919 in Republik Österreich umbenannte.
Die in der Monarchie geteilte Landesführung und -verwaltung wurde im November 1918 abgeschafft und von 1920 an im Sinn des Föderalismus organisiert.
Der Begriff Landeshauptmann in seinem heutigen Bedeutungsumfang besteht seit 10. November 1920, dem Tag des Inkrafttretens der österreichischen Bundesverfassung. Sie räumt dem Landeshauptmann eine besondere Stellung ein: als Vorsitzender der vom Landtag gewählten Landesregierung und formales Oberhaupt des Landes – und gleichzeitig als Bundesorgan, in der mittelbaren Bundesverwaltung dem jeweiligen Bundesminister gegenüber verantwortlich und daher vom Bundespräsidenten angelobt. Demnach ist er der wichtigste Vertreter der Staatsgewalt auf Landesebene.

### Landeshauptmänner von Salzburg in der Ersten Republik (1919 bis 1938)
Die Zeit bis zum Anschluss an NS-Deutschland wird in Österreich als Erste Republik bezeichnet; einige Autoren rechnen die Ständestaatsdiktatur 1934–1938, als die Regierenden das Wort Republik vermieden, nicht dazu.
Das Land war nun ab 1920 eines der acht, mit dem Burgenland ab 1921 eines der neun Bundesländer der neuen Republik. Die Republik wurde 1934 in den Dollfuß-Schuschniggschen Bundesstaat Österreich (den Ständestaat) umgewandelt. Die Landesordnungen blieben davon weitgehend unberührt, doch wurden bis 1945 keine demokratischen Wahlen mehr vorgenommen. 1936 wurden alle Parteien (Sozialdemokratie und Kommunisten waren längst verboten) in der Vaterländischen Front vereint.
1. Alois Winkler (* 1838 in Waidring bei Lofer/Pinzgau; † 1925 in Salzburg)
Amtszeit: bis 23. April 1919
dritte Amtszeit, war (mit anderem Funktionsumfang) schon ab 1897 und ab 1909 Landeshauptmann
2. Oskar Meyer, CS
Amtszeit: 23. April 1919 – 4. Mai 1922
3. Franz Rehrl, CS/VF (* 1890 in Salzburg; † 23. Januar 1947 ebenda)
Amtszeit: 4. Mai 1922 – 12. März 1938

### Reichsstatthalter des Reichsgaues Salzburg im Deutschen Reich (1938 bis 1945)
1938 bis 1945 wurde Salzburg als Teil (ab 1939 Reichsgau) der Ostmark, ab 1942 der Donau- und Alpenreichsgaue geführt. Während der Zugehörigkeit des Landes zum Deutschen Reich war der Reichsstatthalter der höchste Repräsentant der Berliner Reichsregierung im Reichsgau. Der Reichsstatthalter war zugleich Gauleiter der NSDAP-Parteiorganisation und wurde daher auch in seiner regierungsamtlichen Funktion meist so bezeichnet.
- 12. März 1938: Einmarsch der deutschen Truppen (Anschluss, formal am 13. März 1938 vollzogen)
- 4. Mai 1945: Kampflose Übergabe der Stadt Salzburg an die Amerikaner

1. Anton Wintersteiger, NSDAP
Amtszeit: 13. März 1938 – 22. Mai 1938
2. Friedrich Rainer, NSDAP (* 1903 in Sankt Veit an der Glan, Kärnten; † 19. Juli 1947 in Laibach, Slowenien)
Amtszeit: 22. Mai 1938 – 29. November 1941
3. Gustav Adolf Scheel, NSDAP (* 1907 in Rosenberg/Baden, D; † 25. März 1979 in Hamburg)
Amtszeit: 29. November 1941 – 4. Mai 1945

### Landeshauptleute von Salzburg in der Zweiten Republik (seit 1945)
Seit der Wiederherstellung Österreichs 1945 spricht man von der Zweiten Republik. 1945–1955 war Salzburg Teil der US-amerikanischen Besatzungszone Österreichs.
Weil sich die ehemalige Amtsinhaberin Gabi Burgstaller ausbedungen hat, Landeshauptfrau genannt zu werden, spricht man in Salzburg im Plural von Landeshauptleuten (nicht von -männern).
1. Adolf Schemel, ÖVP
Amtszeit: 23. Mai 1945 – 12. Dezember 1945
2. Albert Hochleitner, ÖVP (* 1893 in Blühnbach bei Werfen, Pongau; † 8. Mai 1964 Wien)
Amtszeit: 12. Dezember 1945 – 4. Dezember 1947
3. Josef Rehrl, ÖVP (* 1895 in Salzburg; † 1960 ebenda)
Amtszeit: 4. Dezember 1947 – 1. Dezember 1949
4. Josef Klaus, ÖVP (* 1910 in Mauthen, Kärnten; † 2001 in Wien)
Amtszeit: 1. Dezember 1949 – 17. April 1961
5. Hans Lechner, ÖVP (* 1913 in Graz, Steiermark; † 1994 in Salzburg)
Amtszeit: 17. April 1961 – 20. April 1977
6. Wilfried Haslauer sen., ÖVP (* 1926 in Salzburg; † 23. Oktober 1992 ebenda)
Amtszeit: 20. April 1977 – 2. Mai 1989
7. Hans Katschthaler, ÖVP (* 1933 in Embach bei Lend, Pinzgau; † 5. Juli 2012 in Anif)
Amtszeit: 2. Mai 1989 – 23. April 1996
8. Franz Schausberger, ÖVP (* 1950 in Steyr, Oberösterreich)
Amtszeit: 24. April 1996 – 28. April 2004
9. Gabi Burgstaller, SPÖ (* 1963 in Penetzdorf, Oberösterreich)
Amtszeit: 28. April 2004 – 19. Juni 2013
10. Wilfried Haslauer, ÖVP (* 1956 in Salzburg)
Amtszeit: 19. Juni 2013 – 2. Juli 2025
11. Karoline Edtstadler, ÖVP (* 1981 in Salzburg)
Amtszeit: seit 2. Juli 2025